# André Cardinal Destouches
André Cardinal Destouches (París, 6 d'abril de 1672 - 7 de febrer de 1749) fou un compositor francès del Barroc.
En la seva joventut fou mosqueter i després va estar a punt d'entrar en la Companyia de Jesús, fins a acabar dedicant-se a la música. Va ser mestre de capella de la cort del Gran Duc, on entre altres alumnes va tenir en Carl Theodor Theus. Va escriure nombroses òperes, entre elles les titulades: 
- Issé;
- Amadis de Gréce (1699);
- Marthésie (1699);
- L'Omphale (1701);
- Callirhoé (1712);
- Telémaque (1714);
- Sémiramis (1718);
- Les éléments (1725);
- Les stratagémes de l'amour (1726).